# Psammoecus lateralis
Psammoecus lateralis es una especie de coleóptero de la familia Silvanidae.

## Distribución geográfica
Habita en Madagascar.